# Zasłonak dwukolorowy

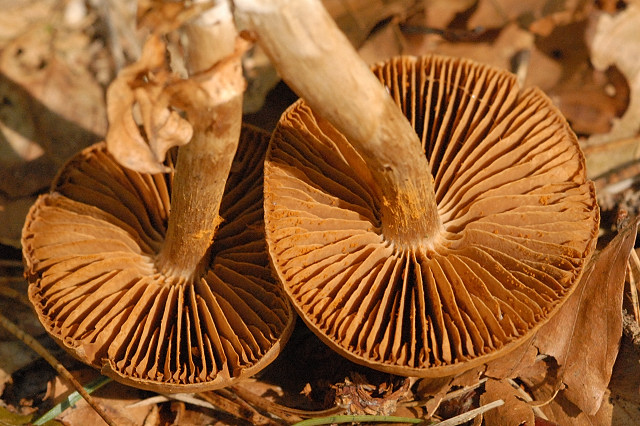

Zasłonak dwukolorowy (Cortinarius cagei Melot) – gatunek grzybów należący do rodziny zasłonakowatych (Cortinariaceae).

## Systematyka i nazewnictwo
Pozycja w klasyfikacji według Index Fungorum: Cortinarius, Cortinariaceae, Agaricales, Agaricomycetidae, Agaricomycetes, Agaricomycotina, Basidiomycota, Fungi.
Po raz pierwszy zdiagnozował go James Sowerby w 1799 r., nadając mu nazwę Agaricus bulbosus. Obecną, uznaną przez Index Fungorum nazwę, nadał mu Samuel Frederick Gray w 1821 r.
Synonimy:
- Cortinarius bicolor Cooke 1887
- Cortinarius bicolor f. pumilus Nespiak 1981
- Hydrocybe bicolor M.M. Moser 1953

Polską nazwę nadał Andrzej Nespiak w 1981 r. dla synonimu Cortinarius bicolor Cooke.

## Morfologia
Kapelusz
Średnica 2–9 cm, higrofaniczny; w stanie wilgotnym fioletowobrązowy, kasztanowobrązowy, czerwonawobrązowy, w stanie suchym blado fioletowoochrowy. Powierzchnia z wiekiem pęka, tworząc drobne łuski. Brzeg jest obwieszony frędzelkami zasnówki.
Blaszki
Brzuchate z wieloma pośrednimi blaszkami, gliniasto-brązowe, ochrowo-brązowe, rdzawo-ochrowe, pomarańczowo-brązowe, w strych owocnikach cynamonowo-brązowe. Ostrza jaśniejsze.
Trzon
Wysokość 7 (8) cm, grubość 0,5–1,5 (1,7) cm, cylindryczny, jędrny, sztywny, często nieco ukorzeniony. Powierzchnia biaława, jasnofioletowa z białymi resztkami zasnówki, wierzchołek później białawy, grudkowaty.
Miąższ
Biały, jasnofioletowy, w kapelusza takiej samej barwy jak kapelusz, w trzonie niebieskofioletowy.
Cechy mikroskopowe
Zarodniki w kolorze tytoniowego brązu, o wymiarach 7–9,4 × 5–6,2 µm, Q = 1,4–1,6, elipsoidalne, jajowate, brodawkowate, w odczynniku Melzera dekstrynoidalne, czerwono-brązowe. Podstawki ok. 27–45 × 9–12 µm.

## Występowanie i siedlisko
Znane jest występowanie tego gatunku w wielu krajach Europy i w dwóch miejscach Ameryki Północnej. W. Wojewoda w 2003 r. przytoczył 7 stanowisk w Polsce. W Czerwonej liście roślin i grzybów Polski ma status V – gatunek narażony na wymarcie, który w najbliższej przyszłości przejdzie do kategorii wymierających, jeśli nadal będą działać czynniki zagrożenia.
Naziemny grzyb mykoryzowy. Występuje w lasach, na suchych i kwaśnych glebach, zwłaszcza pod bukami.